# Personal Information Manager
Správce osobních informací (anglicky Personal information manager) je typ aplikačního softwaru sloužící jako osobní organizér. Jako nástroj správy osobních informací slouží k zaznamenávání, sledování a správě různých typů osobních informací, které mohou obsahovat:
- Osobní poznámky/deník
- Adresář
- Seznamy/úkoly
- Významná kalendářní data
- Narozeniny
- Výročí
- Události a schůzky
- Upomínky
- Zprávy e-mail/IM/SMS
- Hlasový záznamník
- Aktuality RSS/Atom
- Budík